# Landkarten-Höckerschildkröte
Die Landkarten-Höckerschildkröte (Graptemys geographica) ist eine Höckerschildkrötenart aus der Familie der Neuwelt-Sumpfschildkröten. Ihr ist namensähnlich die Falsche Landkarten-Höckerschildkröte, von der in Mitteleuropa die beiden Unterarten Mississippi-Höckerschildkröte und Missouri-Höckerschildkröte häufig als Terrarientiere gehalten werden. Die Landkarten-Schildkröte kommt dagegen nicht in den Handel.

## Erscheinungsbild
Die Landkarten-Höckerschildkröte hat ihren Namen von den Netzlinien, die sich auf dem Carapax befinden. Die hellen Linien erinnern an den Verlauf von Gewässern auf einer Landkarte. Die Linien sind gelb bis orange und weisen in der Regel dunkle Säume auf. Die Grundfärbung des Rückenpanzers ist ansonsten oliv bis graubraun. Bei älteren Individuen können diese feinen Linien vollkommen verschwunden sein. Die Carapaxlänge ausgewachsener Landkarten-Höckerschildkröten beträgt bis zu 24 Zentimeter.
Der Bauchpanzer ausgewachsener Landkarten-Höckerschildkröten ist normalerweise ein helles Gelb bis rahmweiß. Kopf, Nacken und Beine sind dunkel oliv, braun bis schwarz mit dünnen gelben, grünen und orangen Streifen. Es besteht ein Geschlechtsdimorphismus sowohl bei der Größe als auch in der Körperform. Weibchen sind normalerweise deutlich größer als die Männchen. Männchen haben außerdem einen deutlich ovaleren Panzer mit einem ausgeprägteren Kiel, einen schmälerem Kopf und längeren Krallen an den Vorderfüßen. Ihr Schwanz ist außerdem länger und dicker. Die Kloakenöffnung ist bei Männchen deutlich weiter vom Bauchpanzer entfernt als bei Weibchen.
Jungtiere haben einen ausgeprägten Kiel auf dem Rückenpanzer. Ihr Panzer hat noch nicht die charakteristische Färbung der ausgewachsenen Tiere. Die Streifung an Kopf und Extremitäten gleicht dagegen den der adulten Tiere.

## Verbreitungsgebiet und Lebensraum
Die Landkarten-Höckerschildkröte kommt in einem Gebiet vor, dass sich vom Süden Quebecs bis in den Norden des US-Bundesstaates Vermont erstreckt. Sie lebt in ihrem südlichen Verbreitungsgebiet im Einzug des Sankt-Lorenz-Stroms. Nach Westen erstreckt sich ihr Verbreitungsgebiet bis zu den großen Seen und in den Süden von Wisconsin und den Osten von Minnesota. Sie kommt auch im Einzugsgebiet des Susquehanna Rivers in Pennsylvania und Maryland sowie am Delaware vor.
Die Landkarten-Höckerschildkröte bewohnt Teiche, Flüsse und Seen. Sie präferiert solche Gewässer, die einen dichten Pflanzenbewuchs aufweisen und ihr durch im Wasser liegende Bäume ausreichend Möglichkeiten zum Sonnenbaden bieten.

## Verhalten und Ernährung
Die Landkarten-Höckerschildkröte hält vom November bis April Winterschlaf. Die meiste Zeit verbringt sie dann im Wasser, wo sie unter Bäumen im Bodenschlamm ruht. Während des Sommerhalbjahres verbringen sie sehr viel Zeit damit, in der Sonne zu dösen. Gewöhnlich sind dabei Gruppen dieser Höckerschildkrötenart zu beobachten.
Landkarten-Höckerschildkröten sind sowohl tages- als auch nachtaktiv. Sie sind grundsätzlich sehr scheu und tauchen beim geringsten Anzeichen einer Gefahr ins Wasser ein. Während der Paarungszeit wirbt das Männchen um das Weibchen, indem es mit seinen langen Krallen an die Vorderkörper der Weibchen klopft. Weitere Details des Balzverhaltens sind bislang noch nicht untersucht.
Landkarten-Höckerschildkröten sind Allesfresser. Sie nehmen ihre Nahrung ausschließlich im Wasser zu sich. Dabei fressen Weibchen wegen ihres größeren Körpers, Kopfes und stärkerer Kiefern größere Beutetiere als die Männchen. Die Nahrung der Weibchen weist entsprechend einen größeren Anteil an Schnecken, Muscheln und Krustentieren auf. Die Männchen fressen überwiegend Wasserinsekten, Schnecken und kleinere Krustentiere. Beide Geschlechter verzehren auch Aas und nehmen pflanzliche Nahrung zu sich. Insbesondere ältere Tiere decken bis zu fünfzig Prozent ihres Nahrungsbedarfs mit Pflanzen ab.

## Fortpflanzung
Die Paarungszeit der Landkarten-Höckerschildkröten fällt in die Zeit von Frühjahr und Herbst. Die Paarung findet normalerweise im Wasser statt. Die Weibchen legen ihre Eier in der Zeit von Mai bis Juli. Sie präferieren dabei nicht beschattete, sandige Stellen und graben die Nistgrube mit den Hinterfüßen aus. Die Weibchen legen häufig zwei Gelege an.
Das Gelege umfasst zwischen 6 und 20 Eier, die eine ovale Form und eine elastische Haut haben. Die Zeit bis zum Schlupf der Jungtiere ist abhängig von der Temperatur. Normalerweise schlüpfen die Jungtiere fünfzig bis siebzig Tage nach der Eiablage. Bei spät gelegten Gelegen überwintern die Jungtiere entweder in den Eier oder geschlüpft in der Nistgrube. Die Umgebungstemperatur des Geleges bestimmt das Geschlecht der schlüpfenden Schildkröten. Bei einer Umgebungstemperatur von 25 Grad sind die meisten der geschlüpften Tiere Männchen. Betrug die Umgebungstemperatur dagegen 30 bis 35 Grad sind es überwiegend Weibchen, die aus den Eiern schlüpfen.